# Arothron reticularis
Arothron reticularis е вид лъчеперка от семейство Tetraodontidae. Видът не е застрашен от изчезване.

## Разпространение и местообитание
Разпространен е в Австралия, Виетнам, Гуам, Индия (Андамански и Никобарски острови), Индонезия, Камбоджа, Кирибати, Китай, Малайзия, Малки далечни острови на САЩ (Уейк), Маршалови острови, Мианмар, Микронезия, Науру, Нова Каледония, Палау, Папуа Нова Гвинея, Параселски острови, Провинции в КНР, Самоа, Северни Мариански острови, Сингапур, Острови Спратли, Тайван, Тайланд, Фиджи, Филипини, Шри Ланка, Южна Корея и Япония.
Среща се на дълбочина от 0,2 до 25 m, при температура на водата от 24,5 до 29,3 °C и соленост 33,8 – 35,2 ‰.

## Описание
На дължина достигат до 45 cm.